# Bacău
Bacău  é a cidade e município capital do judeţ (distrito) de Bacău, na região histórica da  Moldávia, na Romênia. A cidade está localizada a aproximadamente 300 km ao norte de Bucareste.
Apresenta uma área de 43,1 km² e uma população de 144.307 habitantes (Censo de 2011) 
A cidade situa-se  no sopé dos Cárpatos, junto ao Rio Bistrita, que se une ao Rio Siret a uns 8 km a sul de Bacău. A cidade tem uma superfície de 41 km² e uma população de 180.000 habitantes segundo estimativas recentes. A passagem da montanha Ghimeş serve de ligação entre Bacău e a Transilvânia.
A cidade conta com duas igrejas do século XV. Durante a ocupação da Valáquia pelos alemães durante a Primeira Guerra Mundial, Bacău se converteu em quartel general do exército romeno.
Apresenta um aeroporto internacional, e um terminal de trens que acessa as principais cidades romenas e rotas internacionais como para a Ucrânia, Rússia e Bulgária.
Um personagem famoso de Bacău foi Lucreţiu Pătrăşcanu, intelectual e político marxista.
A cidade de Caxias do Sul estabeleceu Bacău como cidade-irmã após membros de cada cidade estabeleceram relações institucionais desde 2017, na Romênia. 

## População
| 1912  | 1930  | 1948  | 1956  | 1966  | 1977   | 1992   | 2002   | 2011   |
| 18846 | 31138 | 34461 | 54138 | 73414 | 127299 | 205929 | 175500 | 144307 |